# Snježana Pejčić
Snježana Pejčić (nascuda el 13 de juliol del 1982 a Rijeka) és una atleta de Croàcia. Competeix en tir olímpic. El seu èxit més gran fou en els Jocs Olímpics d'Estiu de 2008 quan va guanyar una medalla de bronze.